# Sphaerifer corvinae
Sphaerifer corvinae is een eenoogkreeftjessoort uit de familie van de Philichthyidae. De wetenschappelijke naam van de soort is voor het eerst geldig gepubliceerd in 1851 door Leydig.